# Leikanger

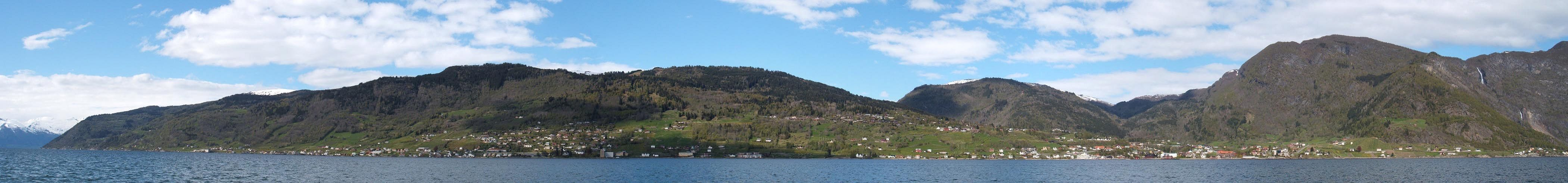
Satele Leikanger şi Hermansverk.

Leikanger este un municipiu în țara Sogn og Fjordane, Norvegia. Satul Leikanger este centrul administrativ al țării Sogn og Fjordane.

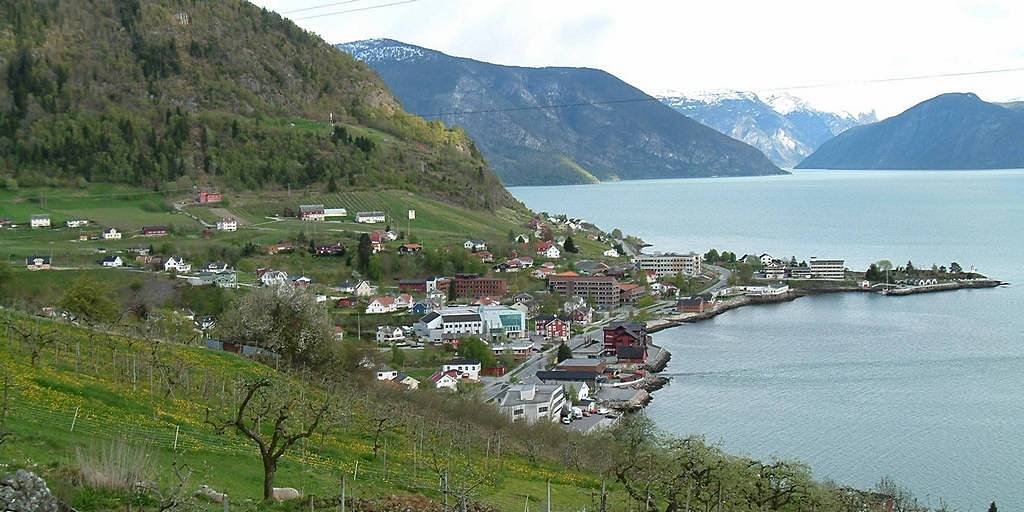
Hermansverk e în comuna Leikanger și o parte din Sognefjord.